# Đinh Viết Tú
Đinh Viết Tú (sinh ngày 16 tháng 8 năm 1992) là một cầu thủ bóng đá người Việt Nam hiện đang thi đấu cho câu lạc bộ Đông Á Thanh Hóa tại V.League 1 ở vị trí hậu vệ.

## Danh hiệu

### Câu lạc bộ
Nam Định
- V.League 2:

 Vô địch: 2017